# Irán történelme
Irán történelme (perzsául: تاریخ ایران ) felöleli az egykori Perzsia területén végbemenő fejleményeket a történelem előtti időktől napjainkig. Az emberiség történetének legrégebbi civilizációi egyikével rendelkezik. 

## Kezdetek (i. e. IV. évezred – i. e. 625)

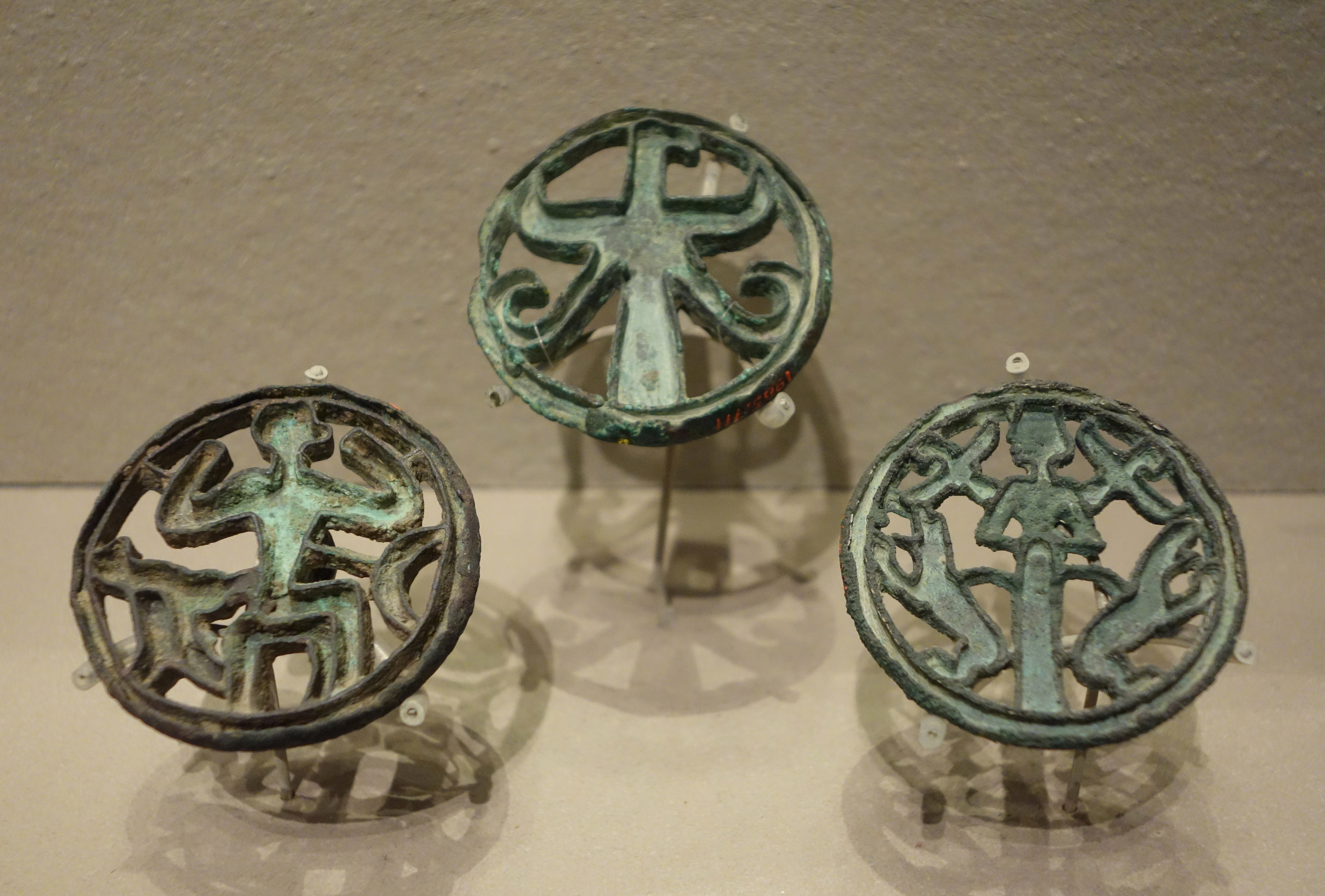
Kora bronzkori pecsétlenyomók (i. e. 2200-1800)

Történelem előtti régészeti lelőhelyek tucatjai szerte az Iráni-fennsíkon mutatják, hogy az i. e. 4. évezredben már ősi kultúrák és városias települések léteztek, évszázadokkal a közeli Mezopotámia legkorábbi civilizációi előtt. Az elámi civilizáció, a négy legrégebbi civilizáció egyike (Mezopotámia, az Indus-völgy és Egyiptom mellett) a mai Irán legnyugatibb és délnyugati részén kezdődik.
Az indoirániakból akkoriban váltak el az előiráni népek. Az árja (előiráni) törzsek az i. e. III. és II. évezredben érkeztek az Iráni-fennsíkra, valószínűleg több hullámban. Ők nomádok voltak akkoriban. Később az előirániak nyugati és keleti csoportra váltak szét. Az i. e. I. évezredben a nyugati csoporthoz a médek, perzsák, baktriaiak és a pártusok tartoztak, míg a kimmerek, szarmaták és alánok (a jászok elődei), szkíták a Fekete-tengertől északra lévő pusztákon éltek. Más törzsek keleten telepedtek le, szállásterületük messze benyúlt az indiai szubkontinens északnyugati hegyvidéki határterületére egészen a mai Beludzsisztánig. Megint más törzsek messze nyugaton a Balkánon éltek, mint a szkíták, vagy messze keleten, Hszincsiangban. 
I. e. 1250 körül Untash-Napirisha, Elam királya megépítette a Csogá Zanbil zikkurat komplexumot a mai Huzesztán tartomány területén.
Zoroaszter próféta valamikor az i.e. 1500 és i.e. 1000 közötti időszakban élhetett.
Az avesztainak nevezett keleti óiráni nyelven írták a zoroasztrista vallás szent iratát, az Avesztát i. e. 1000 körül. Ez himnuszokat és törvényeket tartalmaz. A zoroasztrizmus lett az Akhaimenida Birodalom és az azt követő iráni birodalmak államvallása, egész a 7. századig.
Az i.e. 7. században a perzsák kezdték elűzni az ansáni elamitákat Szúza felé.
A méd törzsek egy része már az I. e. 1. évezred elején kezdett letelepedni a Zagrosztól keletre fekvő területeken; majd Daiakku megalapozta a méd államot.

## Ókor (i. e. 625 – i. sz. 651)

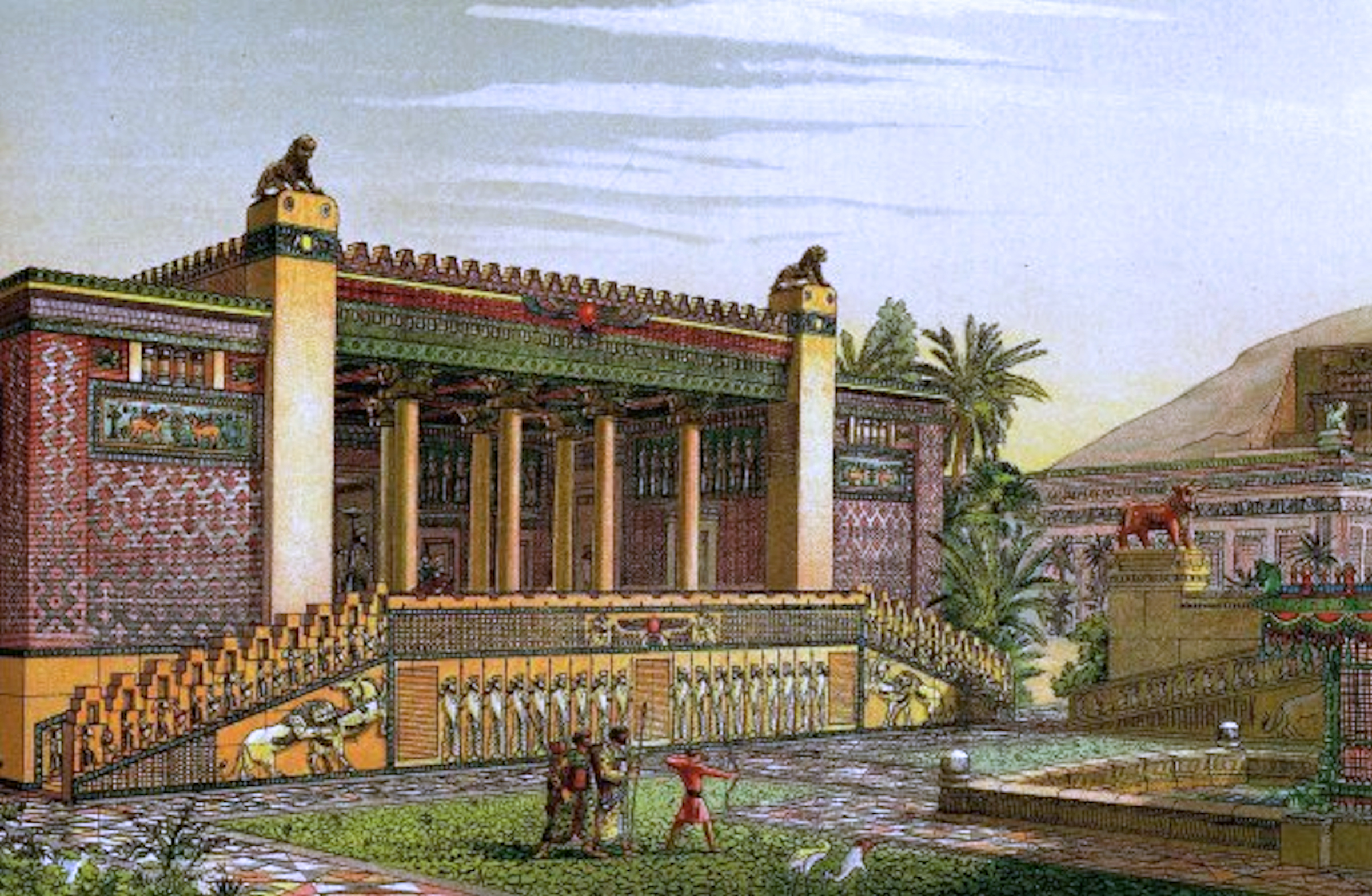
I. Dareiosz palotájának rekonstruált rajza

A hatalmas Méd Birodalom még igen laza államalakulat volt, s különféle törzseket és félig független területeket foglalt magába.
A médek egyesítették először Iránt (i. e. 625–559), legnagyobb királyuk, Nagy Kürosz pedig a médek és perzsák egyesítésével létrehozta az Akhaimenida (Óperzsa) Birodalmat (i. e. 559–330). Kürosz halála után legidősebb fia, II. Kambüszész folytatta a hódításokat. Egyiptomot is meghódította. Kambüszész halála után trónviszály tört ki, amelyből a királyi család távoli rokona, I. Dareiosz (i. e. 522–486) került ki győztesen. Őt tekintik az ókori Irán legjelentősebb uralkodójának.

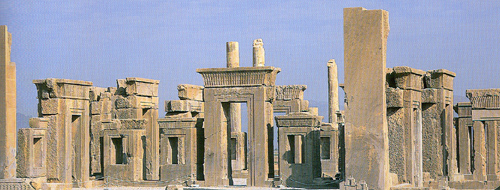
Perszepolisz romjai még 2500 év után is lenyűgözőek

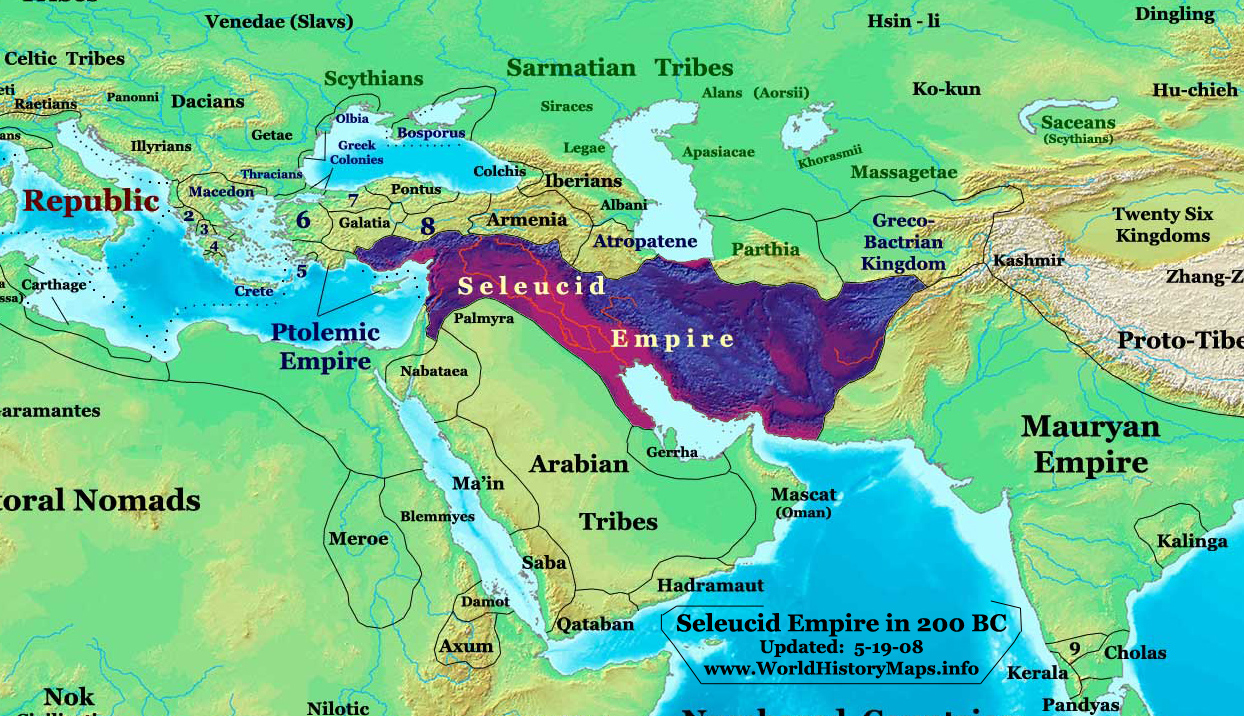
A Szeleukida Birodalom

Kürosz és Dareiosz uralkodása alatt a Perzsa (Iráni) Birodalom az addigi történelem legnagyobb és leghatalmasabb birodalma volt. A birodalom határai keleten az Indus és Amu-darja folyókig, nyugaton a Földközi-tengerig terjedtek, beleértve Anatóliát (a mai Törökországot) és Egyiptomot. I. e. 494-ben az athéniak támogatták a milétosziak lázadását, az eredmény Szardeisz kirablása lett. Ez váltotta ki a perzsák görögök elleni hadjáratait az i. e. 5. század első felében – a görög–perzsa háborúkat. Ezekben a háborúkban a perzsák értek el jelentékeny sikereket, még Athént is lerombolták i. e. 480-ban, de végül a görögök győztek és visszavonulásra kényszerítették a perzsákat. A harcok i. e. 449-ben értek véget.
Nagy Sándor i. e. 334-ben támadta meg az Akhaimenida Birodalmat, utolsó uralkodóját i. e. 333-ban győzte le az isszoszi csatában. Ezt követően i. e. 328–327-ben elfoglalta teljes területét. A birodalom részeinek élére saját tisztjeit állította, ezzel előkészítve a birodalom szétesését, ami halála után következett be. Az újraegyesítésre majdnem 700 évet kellett várni. Nagy Sándor birodalmának utódállamait, így a szeleukidák majd az őket követő arszakidák államát is, a vazallus uralkodók rendszere jellemezte. 

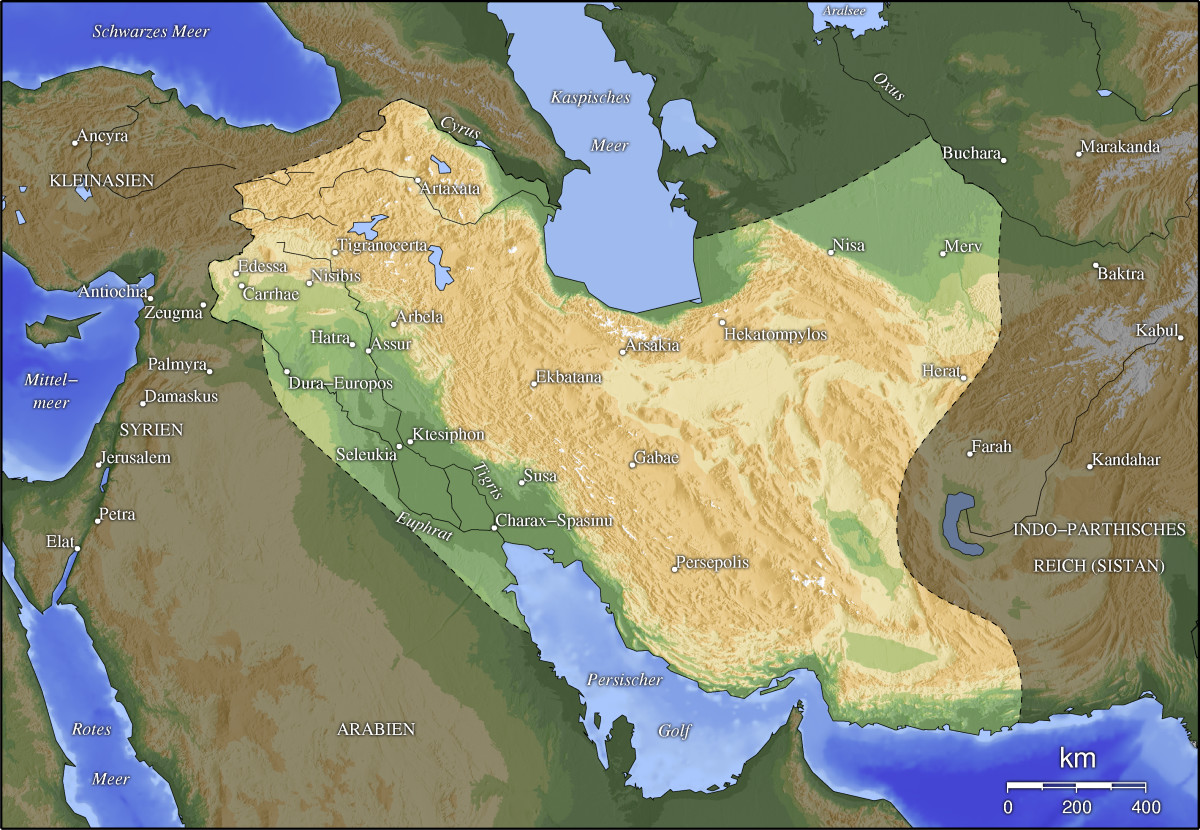
Pártia vagy a Pártus Birodalom (más néven: Arszakida Birodalom) Kr.e. 247-től Kr.u. 226-ig állt fenn.

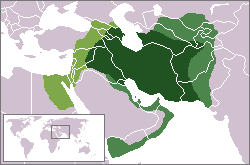
A Szászánida Birodalom kiterjedése II. Huszrau idején

Az i. e. 3. század végétől kezdve az arszakida dinasztia által vezetett Pártus Birodalom legyőzte a szeleukida birodalmat és uralma alatt egyesítette az iráni felföldet, majd uralma alatt tartotta Mezopotámiát i. e. 150 és i. sz. 224 között. Ez volt az ókori Irán harmadik bennszülött dinasztiája, öt évszázadon át maradt hatalmon. Média, Asszíria, Babilónia és Elám meghódítása után a pártusok megszervezték birodalmukat. Ezekben az országokban a korábbi elit görög volt, az új uralkodók átvették szokásaikat, ha az célszerűnek látszott uralmuk szempontjából. Végeredményben a városok megtartották korábbi jogaikat és a polgári közigazgatás többé-kevésbé sértetlenül került pártus irányítás alá.
Parthia a Római Birodalom ősellensége volt keleten, megakadályozta a rómaiak terjeszkedését kelet felé. A pártusok páncélozott nehézlovasságot (kataphrakt lovasság) és könnyebb felszerelésű, de mozgékonyabb lovas íjászok alkalmazásával 300 éven át álltak ellent Rómának. I. e. 36-ban nevezetes római hadvezér, Marcus Antonius katasztrofális hadjáratot vezetett a pártusok ellen. 32 000 embert veszített el. Augustus római császár idején Róma és Parthia bizonyos vitás kérdéseket diplomáciai úton rendezett. Ekkor szolgáltatta vissza Parthia azokat a légiójelvényeket, amelyeket Marcus Antoniustól, illetve i. e. 53-ban a katasztrofális carrhaéi csatában Crassustól zsákmányolt.
A Pártus Birodalom 224-ben bukott el, amikor a rosszul szervezett birodalom utolsó királya vereséget szenvedett saját vazallusától, Ardasírtól. I. Ardasír a Szászánida Birodalom alapítója. Megkezdte a birodalom gazdasági és katonai újjászervezését. A Szászánida Birodalmat az akhaimenida mintájára szervezték újjá. A birodalmat az „Árják birtokának” hívták, fővárosa Ktésziphón volt (a mai Irak területén). A rómaiakkal változó eredménnyel vívott háborúkat.
632-ben kezdték az Arab-félszigetről érkező portyázók támadni a Szászánida Birodalmat.
A Pártus, majd a Szászánida Birodalom idején a Selyemúton folyó kereskedelem jelentős szerepet játszott Kína, Egyiptom, Mezopotámia, Perzsia, az indiai szubkontinens országai és Róma fejlődésében, ezáltal elősegítette a modern világ megalapozását. Bizonyos párthus intézményekben kimutatható a klasszikus görögség befolyása és keletivé alakítása. A pártusok építészeti újításai befolyásolták az európai román stílusú építészetet. A szászánidák idején Irán kapcsolatai Kínáig értek, virágzott a művészet, a zene és az építészet.

## Középkor (652–1501)

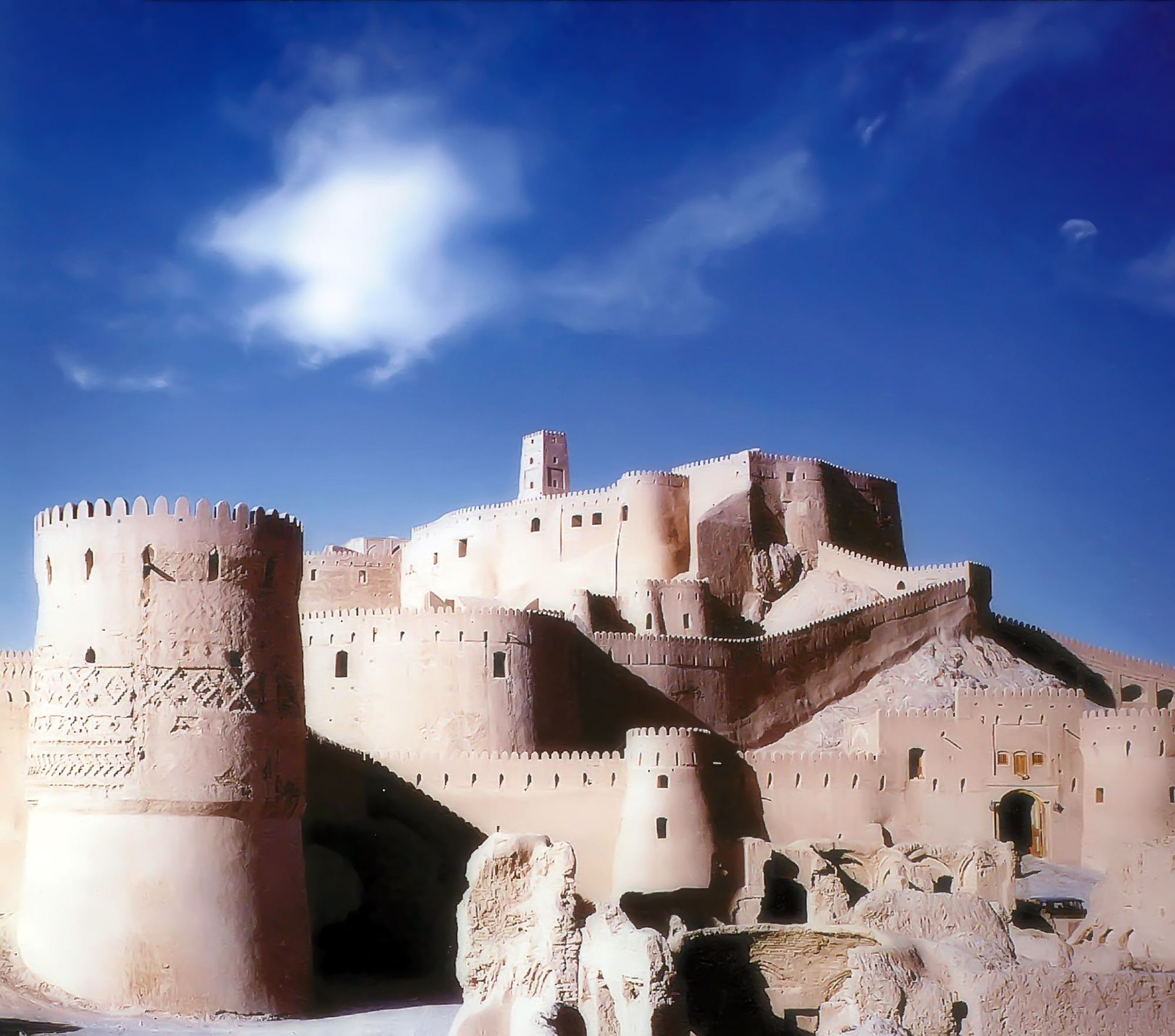
Bam citadellája

Az iszlám hódítás után Iránt az Omajjád Kalifátusba tagolták be. Az iszlamizáció mélyreható változásokat okozott a kultúrában, a tudományban és az iráni társadalom szerkezetében: a felvirágzó perzsa irodalom, filozófia, orvostudomány és művészet az újonnan alakuló muszlim civilizáció lényeges eleme lett. Kulturális, politikai és vallási téren az iráni hozzájárulás az új muszlim civilizációhoz rendkívül fontos. Mindezek következménye Irán muszlim aranykora.
Egy iráni hadvezér, Abu Muszlim elűzte az Omajjádokat Damaszkuszból és segítette az abbászida kalifákat Bagdad meghódításában. Az abbászida kalifák vezíreket neveztek ki az irániak fölé, ezek az iráni kormányzók jelentékeny autonómiára tettek szert. 822-ben Khoraszán kormányzója, Tahir függetlenné nyilvánította magát és megalapította a táhiridák új perzsa dinasztiáját. Az ezt követő számánida érában Irán megvédte és megerősítette függetlenségét.
Iránban sohasem sikerült az arabizálás. Volt erre törekvés, de az csak megerősítette az irániak elszántságát, hogy megóvják függetlenségüket az arab hódítóktól. A nemzeti dinasztiák alatt kulturális virágzás a 9. és 10. században tartott. E korszak legjelentősebb hatása, hogy folytatódott a perzsa nyelv használata, amely a mai napig Irán hivatalos nyelve. Firdauszí, Irán legjelentősebb eposzának szerzője, mindmáig a legfontosabb személy a perzsa nyelv fenntartásában. Az iszlám hódítás utáni iráni filozófia kapcsolatban állt az óiráni, az ógörög és a fejlődő muszlim filozófiával. Perzsia e korból származó filozófiai hagyománya az okkult és transzcendentális filozófia.
A 11. században, Mahmúd al-Gazní megalapította a kiterjedt Gaznavida Birodalmat, amelynek fővárosai Iszfahán és az afganisztáni Gazna (ma Gazni) voltak. Utódai, a szeldzsukok a Földközi-tenger és a Közép-Ázsia közötti térség legjelentősebb hatalma voltak. Ebben az időszakban tudósok százai jelentősen hozzájárultak a műszaki ismeretek, a tudomány és az orvoslás fejlődéséhez. Ez a későbbiekben befolyásolta az emelkedő Európa tudományát a reneszánsz korig.
1218-ban a keleti tartományokat elpusztította Dzsingisz kán betörése. Ez volt a mongol hódítás kezdete. 1220 és 1260 között Irán lakossága 2 500 000-ről 200 000-re csökkent a tömeges kivégzések és az éhínség következtében. Dzsingisz kán unokája, Hülegü kán azt állította IX. Lajos francia királyhoz írt levelében, hogy betörése Iránba és a Kalifátusba 200 000 halottat okozott. A pusztulás akkora volt, hogy sok város a 20. századig nem érte el a mongol betörés előtti lakosságát, vagyis nyolc évszázadon át. De Hülegü kán, Timur Lenk és utódaik átvették a meghódítottak szokásait és intézményeit, fennmaradt a különálló perzsa kultúra.

## Újkor (1501– )

### Szafavidák

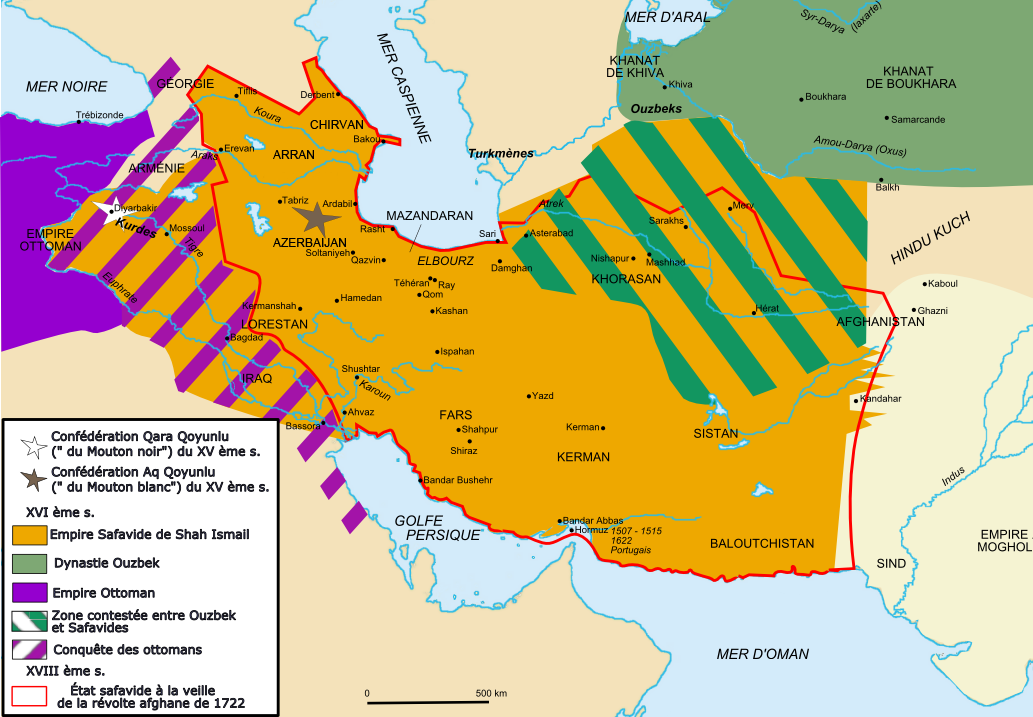
A Szafavida Perzsia területe

Az első iráni síita iszlám államot a Szafavida-dinasztia (1501–1722) első tagja, Iszmáil sah alapította. A szafavida dinasztia jelentős politikai hatalom volt, számos kétoldalú államközi szerződés részese. A szafavidák hatalmuk csúcsát Nagy Abbász uralkodása idején érték el. Az ő uralkodása idejében ment végbe az ország központosítása és általános fejlődése. Ez a művészet és a kereskedelem aranykora volt. 
A szafvida-dinasztia gyakran került összeütközésbe a törökökkel, az üzbég törzsekkel és a portugálokkal. Uralmuk alatt Iszfahánban készültek az iráni iparművészet történetének esztétikai szempontból legbecsesebb darabjai. Szigorúan központosították államukat, kísérletet tettek a hadügy modernizálására, sajátos építészeti stílus jelzi uralmuk idejét. 
Az afgán törzsek 1722-es iráni inváziójával megkezdődött a szafavida időszak lefelé ívelő pályája. 
1722-ben az afgán lázadók legyőzték Szultán Huszajn sahot, ezzel elbukott a szafavida dinasztia. 
Különböző helyi dinasztiák harcolnak a hatalomért az országban: az Afsáridák, a Kotakiak, a Kádzsárok és a Zandok.

### Nádir sah
1735-ben az afsárida Nádir sah kiszorította az afgánokat Iszfahánból. Ő az újkori iráni történelem egyik leghatalmasabb uralkodója volt. Számos hadjáratot vívott a Közel-Keleten, a Kaukázusban, Közép-Ázsiában és Dél-Ázsiában. 
1738-ban betört Indiába, ekkor zsákmányolta a Pávatrónt, a Koh-e-Noor és Darya-e-Noor gyémántot, az iráni királyi kincstár ékeit. Uralma nem volt hosszú, 1747-ben meggyilkolták. 

### Zandok
1750-ben a Zand-dinasztia jutott uralomra, alapítója Karim kán volt.  Sikerült szinte az egész országot egyesítenie. Uralkodása alatt a fővárost Mashhadból Shirazba helyezték. Uralmukat viszonylagos béke és virágzás jellemezte. E dinasztiának három uralkodója volt. Az utolsó Zand uralkodót 1794-ben kivégeztette Aga Muhammad kán, a Kádzsár-dinasztia alapítója.

### Kádzsárok (1789-1925)
A Kádzsár-dinasztia egy török-türkmén eredetű törzsből származott, politikai karrierjük pedig a 17. században kezdődött, amikor az uralkodó Szafavida-dinasztiát szolgálták.
Aga Muhammad kán a fővárost Teheránba tette át. 
1796-ban Aga Muḥammad sikeres expedíciót vezetett a Grúzia keresztény királysága ellen, amelyet aztán visszacsatoltak Iránhoz. Tehetséges kancellárja, Amir Kabir modern közigazgatást vezetett be és más modernizáló reformokat kezdeményezett. 
A Kádzsár uralom időszakát az Oszmán Birodalom elleni sikeres háborúk, de később az Orosz Birodalommal szemben a Kaukázus területeinek elvesztése is jellemezte: a mai Kelet-Grúzia, Dagesztán, Azerbajdzsán és Örményország elvesztése. 
A Kádzsár Birodalom délen és keleten is háborút folytatott, ott a Brit Birodalom ellen: a Perzsa-öbölben visszaverték a partvidék brit gyarmatosítási kísérleteit, és sikeresen annektálták Beludzsisztánt. Ezek a háborúk aztán alakították a modern Irán államhatárait.
A 19. század elejétől a kádzsárokra és egész Iránra két nagy világhatalom, Oroszország és Nagy-Britannia (Brit Birodalom) nyomása nehezedett. 
Az orosz-iráni háborúk (1804-1813) és a perzsák számára igen kedvezőtlen két szerződés (Golesztán (1812) és Turkmanchaï (1828)) után Irán elveszítette minden területét a Kaukázus környékén; majd a 19. század második felében kénytelen volt elhagyni közép-ázsiai területeit is. Eközben Nagy-Britannia csapatokat küldött ellene, hogy megakadályozza Iránt abban, hogy visszaszerezzék Herátot és Afganisztán többi területét. Herát elvesztését az 1857-es párizsi szerződés ratifikálta.

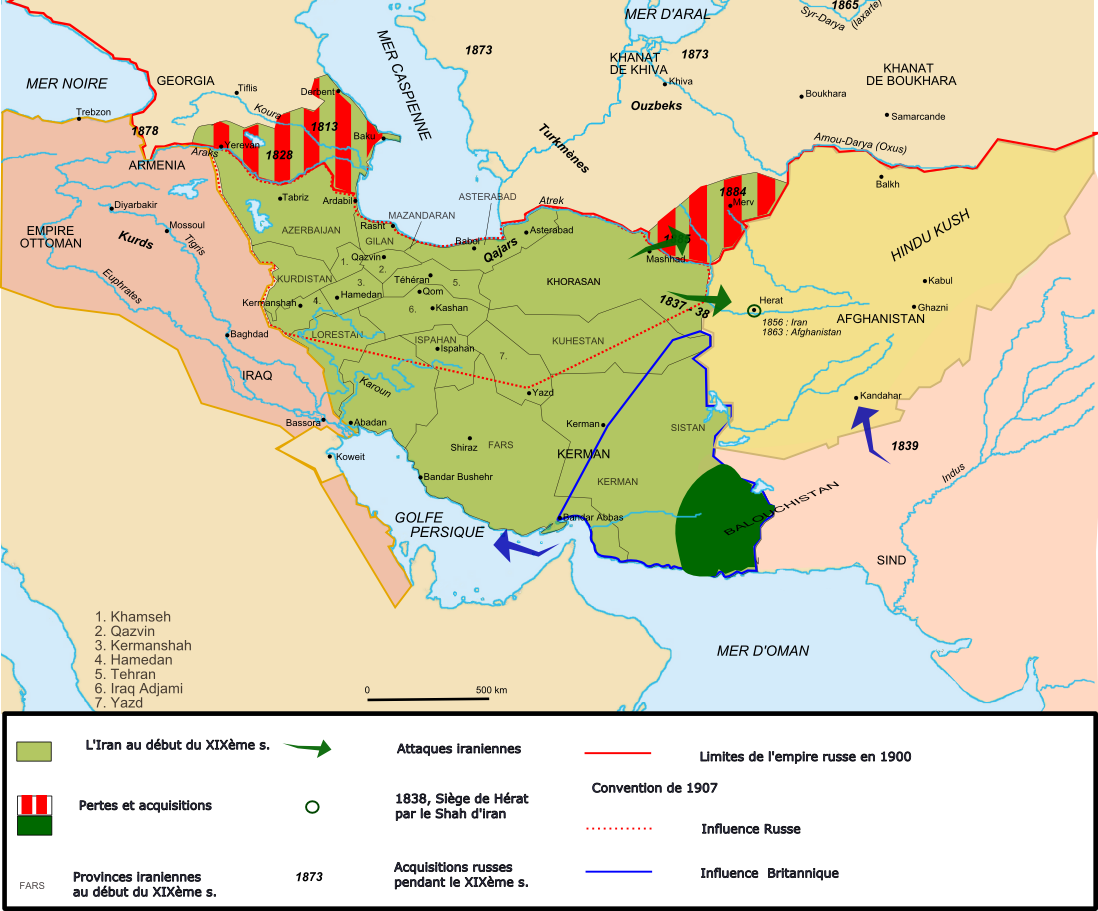
Perzsia 1900 körül

A két nagyhatalom ezt követően uralta Irán kereskedelmét, és beavatkozott az ország belügyeibe.
Irán, bár formálisan meg tudta őrizni függetlenségét,  félgyarmati státusba került. 
A központi hatalom ugyanis meglehetősen gyenge volt, az uralkodó osztály viszonylag korrupt.
Az ismétlődő külső támadások és a korrupció meggyengítette a Kádzsár dinasztiát.

## 20. század (1979-ig)
1906-ban alkotmányos forradalom tört ki, összehívták az első országgyűlést, bevezették az alkotmányos királyságot.
1921-ben az erőtlen kormányt brit ösztönzésre egy Atatürköt példaképének tartó tiszt, Reza Pahlavi megdöntötte, és 1925-ben sahhá kiáltatta ki magát, megbuktatva a Kádzsárokat. 
Az 1941-ig regnáló Pahlavi a török reformokat kívánta átültetni Iránba, ezért keményen harcolt a külföldiek által felszerelt nomádok és a befolyásos síita egyház ellen. Nevéhez fűződik az első iráni egyetem megalapítása, a kötelező közoktatás elrendelése, a vezetéknévhasználat kötelezővé tétele, az állami hadsereg megteremtése és erőltetett felduzzasztása, valamint az új, bolgár–belga mintájú alkotmány, valamint a saríát felváltó polgári és büntetőtörvénykönyvek bevezetése. Heves iszlámellenessége feltétlen nyugatbarátságban, az ókori – pogány – perzsa kultúra felélesztési kísérleteiben és a síita klérus elleni kegyetlen megtorlásokban csapódott le, amivel rendkívül népszerűtlenné vált alattvalói körében. Ráadásul diktatórikus kormányzata az arisztokráciára támaszkodott, ezért a paraszti tömegek sorsa javítása érdekében nem tett semmit.
1941-ben a britek és szovjetek megszállták az országot, hogy a második világháborúban az iráni vasútkapacitást használják, 1944-ben a németbarát sahot pedig kényszerítették, hogy a fia, Mohamed Reza Pahlavi javára lemondjon. 
Rövid életű államalakulatok a 20. század során a mai Irán területén: Gilán (1920-21), Mahabád (1946-47), Népi Azerbajdzsán (1945-46).
1953-ban Irán miniszterelnökét, Mohammad Moszaddeget  – akit két alkalommal is képviselőnek választottak (1923 és 1944), majd 1951-től az ország miniszterelnöke volt – államcsínnyel távolították el a hatalomból. Ezt a brit és az amerikai titkosszolgálattok szervezték meg („Ajax-hadművelet”). Jó néhány történész úgy gondolja, hogy ez azért történt, mert Moszaddeg államosította Irán kőolajkészleteit.
Moszaddeg bukását követően a sah egyre diktatórikusabban kormányzott. Az Egyesült Államok és az Egyesült Királyság hathatós támogatását élvezve ugyan tovább modernizálta az iráni ipart, de eltiporta a polgári szabadságjogokat. Uralma, melynek része volt a szisztematikus kínzás, és más emberi jogok megsértése, végül 1979-ben az iráni forradalomba torkollott, melyben rezsimjét megdöntötték. Különböző csoportok több mint egyéves küzdelme után végül iszlám köztársaság alakult Khomeini ajatollah vezetésével, aki a tömegek támogatását is élvezte.

## Iráni Iszlám Köztársaság (1979 óta)

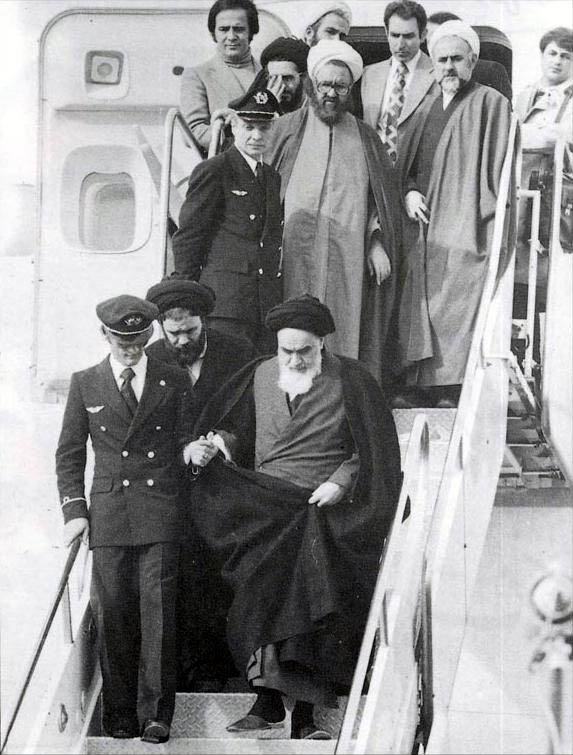
Ruholláh Homeini érkezése Teheránba 1979 februárjában

Miután 1978-ban kitört az iráni forradalom, 1979 elején Mohammad Pahlavi sah a családjával együtt elmenekült Iránból, Ruholláh Homeini ajatollah pedig megalapította az Iráni Iszlám Köztársaságot, amelyet hivatalosan 1979. április 1-jén hirdettek ki.
Az új teokratikus politikai rendszer vallási alapú, ultrakonzervatív reformokat hajtott végre (a nők és férfiak addigi jogegyenlőségének megszüntetése, nyilvánosan végrehajtott halálos ítéletek, végtag csonkítások alkalmazása), kíméletlen, a sah időszakát messze felülmúló mértékű terrort vezetett be, tömeges kivégzésekkel, továbbá külpolitikájában nyugatellenes volt. Irán különösen távolságtartóvá vált az Egyesült Államokkal szemben az 1953-as puccsban való részvétele okán, amely megdöntött egy választott kormányt, hogy a sah elnyomó rezsimjével cserélje fel azt. Emellett Irán nyilatkozatot tett arról, hogy nem ismeri el Izrael állam létezését. Az új kormány támogatott különféle csoportokat, melyet a nyugati világ nagy része fundamentalistaként könyvel el. Ennek következtében némely országok, közöttük az Amerikai Egyesült Államok Iránt ellenséges hatalomként tartják számon máig.
Miután Szaddám Huszein iraki elnök területi igényeket támasztott Iránnal szemben,
1980-ban az iraki csapatok megtámadták Iránt. A pusztító irak–iráni háború 1988-ig folytatódott, de egyik állam sem érte el a célját. Sok százezren vesztették életüket, és Irak többször is bevetett vegyi fegyvert.
Ruholláh Homeini 1989-es halála után Ali Hámenei lett a legfelsőbb vezető.

### 21. század eleje
2003-ban az Egyesült Államok azzal vádolta Iránt, hogy titokban nukleáris fegyverek létrehozásán dolgozik. George W. Bush amerikai elnök még 2002-ben Iránt a terroristákat finanszírozó a „gonosz tengelye” országok közé sorolta (Irán finanszírozta a libanoni Hezbollah terrorszervezetet), amely nukleáris fegyverek megszerzésére törekszik. Az Egyesült Államok megpróbálja elérni Irán nemzetközi elszigetelését, hogy megakadályozza, hogy ez az ország atombombát hozzon létre.
2005-ben Mahmúd Ahmadinezsád lett Irán elnöke. Elnökként visszavonta az elődjei, Khatami és Rafsanjani idején végrehajtott liberális reformok egy részét. Elsősorban az ő kezdeményezésére „tisztogatásokra” került sor a felsőoktatási intézményekben. Jelentős energiareform indult: kvótákat vezettek be a benzin lakossági értékesítésére, és felgyorsították az atomprogramot.
Külpolitikában Ahmadinezsád a konzervatív nézetekhez ragaszkodott. Keményen bírálta a Bush-kormányt és szorgalmazta Irán Oroszországgal és az arab világgal való kapcsolatainak megerősítését.

### 2010-es évek
2013. júniusában szűk többséggel Hasszán Rohanit választották meg Irán új elnökévé. 2017-ben újraválasztották második ciklusra.

### 2020-as évek
Az iráni elnök 2021-től Ebrahim Raiszi lett, aki 2024-ben egy helikopterbalesetben életét vesztette. 2024 júliusától Maszúd Peszeskján lett az elnök.
2024. július 31-én Teheránban meggyilkolták Iszmail Hanijét, a Hamász palesztin politikai és katonai szervezet vezetőjét, akinek részt kellett vennie Maszúd Peszeskján elnök beiktatási ceremóniáján.
A damaszkuszi iráni nagykövetség lebombázása miatt, továbbá a Gázai-övezeti és a libanoni események miatt a 2024-es év során Irán többször is drónokkal és rakétákkal lőtte Izraelt. Ezekre válaszul Izrael is többször megtorló csapást intézett Irán ellen.